# Hayesville (Karolina Północna)
Hayesville – miasto w Stanach Zjednoczonych, w stanie Karolina Północna, siedziba administracyjna hrabstwa Clay.